# Stephen Andrews
Stephen Andrews (né en 1956 à Sarnia) est un artiste canadien.

## Biographie
Il est né à Sarnia, dans l'Ontario, d'une famille en partie anglaise, et de grand-mère maternelle chinoise
Ses œuvres interrogent « la mémoire, l'identité, la technologie et leur représentation » et recourent à « des médias comme le dessin, l'animation et, plus, récemment, la peinture ».
Il reconnaît les influences des artistes David Milne, Agnes Martin ou Gerhard Richter, et des écrivains Susan Sontag et Anne Carson.
Diagnostiqué séropositif en 1985, il crée dans les années 1990 une série de dessins et de collages photographiques sur la pandémie de sida, qu'il poursuit jusque dans les années 2010.
En 2003, il commence une série de dessins inspirés de photographies de la guerre d'Irak et d'Abou Ghraib.

## Présence dans les collections publiques
- Musée des beaux-arts de l'Ontario[6]
- Musée des beaux-arts du Canada[7]
- Université de Toronto[8]

## Distinctions
- Prix du Gouverneur général en arts visuels et en arts médiatiques 2019[9]